# Langham Place Office Tower
Langham Place Office Tower é um dos arranha-céus mais altos do mundo, com 255 metros (837ft). Edificado na cidade de Hong Kong, República Popular da China, foi concluído em 2004 com 59 andares.